# South Bay Lakers
South Bay Lakers, wcześniej Los Angeles D-Fenders – zawodowy zespół koszykarski, z siedzibą w mieście Los Angeles stanu Kalifornia. Drużyna jest członkiem ligi D-League. Klub powstał w 2006 roku. Swoje mecze do roku 2010 rozgrywał w hali Staples Center. Obecnie mecze "u siebie" rozgrywa w Toyota Sports Center w El Segundo. Trenerem jest Phil Hubbard, a właścicielem Los Angeles Lakers z rodziną Buss na czele.

## Powiązania z zespołamiNBA
- Los Angeles Lakers (od 2006)

## Wyniki sezon po sezonie
| Sezon                  | Dywizja                | Miejsce                | W   | P   | %    | Play–off |
| ---------------------- | ---------------------- | ---------------------- | --- | --- | ---- | --- |
| Los Angeles D-Fenders  |                        |                        |     |     |      | |
| 2006–07                | Zachodnia              | 5                      | 23  | 27  | 46   | |
| 2007–08                | Zachodnia              | 2                      | 32  | 18  | 64   | Wygrana – Runda I (Colorado) 102-95 Przegrana – Półfinały (Idaho) 97-90                                     |
| 2008–09                | Zachodnia              | 5                      | 19  | 31  | 38   | |
| 2009–10                | Zachodnia              | 9                      | 16  | 34  | 32   | |
| 2010–11                | Zawieszono działania   |                        |     |     |      | |
| 2011–12                | Zachodnia              | 1                      | 38  | 12  | 76   | Wygrana – Runda I (Iowa) 2-1 Wygrana – Półfinały (Bakersfield) 2-0 Przegrana – Finały D-League (Austin) 1-2 |
| 2012–13                | Zachodnia              | 3                      | 21  | 29  | 42   | |
| 2013–14                | Zachodnia              | 1                      | 31  | 19  | 62   | Przegrana – Runda I (Santa Cruz) 0-2                                                                        |
| Suma - sezon regularny | Suma - sezon regularny | Suma - sezon regularny | 180 | 170 | 51,4 | |
| Suma - play-off        | Suma - play-off        | Suma - play-off        | 6   | 6   | 50   | |

## Nagrody i wyróżnienia
| MVP All–Star Game   | Obrońca Roku          |
| ------------------- | --------------------- |
| Gerald Green (2012) | Stephane Lasme (2008) |

I skład D-League
- Sean Banks (2008)
- Malcolm Thomas (2012)
- Thomas Bryant (2018)

II skład D-League
- Elijah Millsap (2012)
- Courtney Fortson (2012)
- Alex Caruso (2018)

III skład D-League
- Jelani McCoy (2008)
- Brandon Costner (2012)
- Jerome Jordan (2013)
- Terrence Williams (2014)
- Jabari Brown (2015)

All-D-League Honorable Mention Team
- Brian Chase (2007)
- Stephane Lasme (2008)
- Joe Crawford (2009)
- Zach Andrews (2012)

I skład defensywny D-League
- Malcolm Thomas (2012)

II skład defensywny D-League
- Courtney Fortson (2012)

III skład defensywny D-League
- Elijah Millsap (2013)

I skład debiutantów D-League
- Malcolm Thomas (2012)
- Thomas Bryant (2018)

II skład debiutantów D-League
- James Southerland (2014)
- Jabari Brown (2015)

III skład debiutantów D-League
- Roscoe Smith (2015)

Uczestnicy meczu gwiazd

- Brian Chase (2007)[13]
- Sean Banks (2008)[14]
- Jelani McCoy (2008)[14]
- Diamon Simpson (2010)[15]
- Joe Crawford (2010)[15]
- Brandon Costner (2012)[16]

- Gerald Green (2012)[16]
- Elijah Millsap (2012)[16]
- Zach Andrews (2012)[16]
- Courtney Fortson (2013)[17]
- Manny Harris (2014)[18]
- Malcolm Thomas (2014)[18]

- Vander Blue (2015)[19]
- Jabari Brown (2015)[19]
- Roscoe Smith (2015)[19]
- Vander Blue (2017)[20]
- Justin Harper (2017)[20]
- Josh Magette (2017)[20]

Zwycięzcy konkursu wsadów
- Dar Tucker (2010)[1]

## Zawodnicy przypisani z NBA
Źródło:

- Jordan Farmar – 1.04.2007
- Coby Karl – 19.02.2008
- Sun Yue
- Derrick Caracter
- Devin Ebanks
- Christian Eyenga
- Andrew Goudelock

- Darius Morris
- Darius Johnson-Odom
- Robert Sacre
- Elias Harris
- Ryan Kelly
- Xavier Henry
- Jordan Clarkson

## Zawodnicy powołani przez zespoły NBA
Źródło:

2013/14
- James Southerland
- Shawne Williams
- Manny Harris
- Malcolm Thomas

2012/13
- Lazar Hayward
- Malcolm Thomas

2011/12
- Jamario Moon
- Gerald Green
- Ishmael Smith
- Courtney Fortson
- Malcolm Thomas
- Jamaal Tinsley

2008/09
- Joe Crawford
- Jelani McCoy

2007/08
- Stephane Lasme

## Zawodnicy z doświadczeniem w NBA
- Stephane Lasme
- Shawne Williams
- James Southerland
- Joe Crawford
- Jelani McCoy
- Manny Harris
- Malcolm Thomas